# David S. Walker
David Shelby Walker (Russellville, 2 maggio 1815 – Tallahassee, 20 luglio 1891) è stato un politico, avvocato e giudice statunitense. Fu l'ottavo governatore della Florida.

## Biografia
Walker nacque e crebbe vicino Russellville, nella contea di Logan in Kentucky, studiando poi legge. Godeva di molte parentele vantaggiose: suo padre era David Walker, un importante politico del Kentucky che prestò servizio nella Camera dei rappresentanti degli Stati Uniti; era inoltre un cugino e uno stretto confidente del governatore territoriale della Florida, Richard K. Call; era anche imparentato con il senatore della Florida Wilkinson Call, che fu per molti anni socio di Walker a Tallahassee.
Grazie all'appoggio della famiglia Call si trasferì in Florida nel 1837, stabilendosi nella contea di Leon e divenendo un avvocato. Walker entrò in politica tra i Whig e fu eletto alla prima sessione della Legislatura dello stato della Florida nel 1845, servendo le contee di Wakulla e Leon come senatore. Era un critico della secessione, vedendola come un pessimo partito per la Florida.
Servì come sindaco di Tallahassee nel 1852 e divenne candidato governatore per il partito Know Nothing nel 1856, ma perse contro il democratico Madison S. Perry. Nel 1859 divenne giudice della Corte Suprema della Florida. Nonostante la sua opposizione alla secessione, quando la Florida si separò dall'Unione nel 1861 sostenne il suo Stato. Dopo la guerra, il 29 novembre 1865, Walker fu eletto nuovo governatore della Florida senza opposizione, in un'elezione in cui gli schiavi appena liberati non potevano partecipare. Fu eletto il 20 dicembre e prese il potere il 18 gennaio 1866.
Durante il suo governo, la Florida passò dalla supervisione federale e dall'occupazione militare della Ricostruzione alla riammissione nell'Unione e a un nuovo governo civile, ma Walker era un conservatore che tentò di minimizzare i cambiamenti nel sistema sociale, politico ed economico antebellico. Si oppose all'elezione della Convenzione costituzionale del 1868 che fu convocata per redigere un nuovo documento che il Congresso repubblicano degli Stati Uniti avrebbe approvato, ma alla fine sostenne la Costituzione del 1868. Consolidò inoltre il sistema educativo floridiano, all'epoca ancora piuttosto disomogeneo, e utilizzando il proprio patrimonio personale fondò le prime biblioteche pubbliche della Florida.
Corse per la rielezione nel 1868 come repubblicano indipendente ma perse contro il repubblicano Harrison Reed arrivando al terzo posto con meno del 10% dei voti. Dopo aver lasciato l'ufficio del governatore il 4 luglio 1868, tornò a esercitare la professione di avvocato. Nel 1878, fu nominato giudice del tribunale circoscrizionale, carica che mantenne fino alla sua morte, il 20 luglio 1891.